# Spirifer
Genre
Spirifer est un genre éteint de brachiopodes marins rattaché à la famille des Spiriferidae et à l'ordre des Spiriferida.
Le genre est caractéristique de l'ère Paléozoïque pendant laquelle il a vécu depuis l'Ordovicien moyen (Sandbien) jusqu'au Permien moyen (Wordien), c'est-à-dire il y a environ entre 458 et 265 Ma (millions d'années).
Spirifer est l'un des genres les plus célèbres de l'embranchement des brachiopodes.

## Espèces

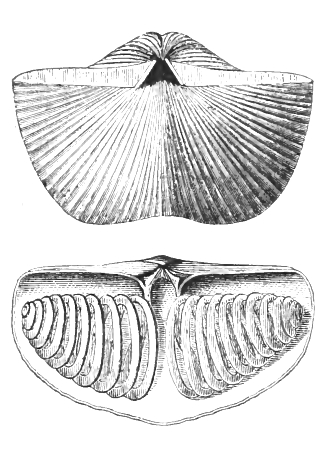
Spirifer striatus: vue externe et interne (avec son lophophore).

| - Spirifer acutiplicatus Hayasaka, 1933 - Spirifer bambadhurensis Diener, 1903 - Spirifer baschkirica Tschernyschew, 1902 - Spirifer battu Gemmellaro, 1899 - Spirifer byrangi Chernyak, 1963 - Spirifer carnicus Schellwien, 1892 - Spirifer concentricus Lee and Su, 1980 - Spirifer distefanii Gemmellaro, 1899 - Spirifer dvinaensis Licharew, 1927 - Spirifer enderlei Tschernyschew, 1902 - Spirifer engelgardthi Chernyak, 1963 - Spirifer fritschi Schellwien, 1892 - Spirifer holodnensis Chernyak, 1963 - Spirifer lirellus Cvancara, 1958 - Spirifer malistanensis Plodowski, 1968 - Spirifer muensteri Suess, 1854 - Spirifer opimus Hall, 1858 - Spirifer pentagonoides Plodowski, 1968 | - Spirifer pentlandi d'Orbigny, 1842 - Spirifer perlamellosus Hall, 1857 - Spirifer piassinaensis Chernyak, 1963 - Spirifer postventricosus Tschernyschew, 1902 - Spirifer pseudotasmaniensis Einor, 1939 - Spirifer rakuszi Einor, 1946 - Spirifer rockymontanus Marcou, 1858 - Spirifer schellwieni Tschernyschew, 1902 - Spirifer siculus Gemmellaro, 1899 - Spirifer spitiensis Stoliczka, 1865 - Spirifer strangwaysi De Verneuil, 1845 - Spirifer striatus Martin, 1809 - Spirifer subgrandiformis Plodowski, 1968 - Spirifer subtrigonalis Gemmellaro, 1899 - Spirifer supracarbonicus Tschernyschew, 1902 - Spirifer supramosquensis Nikitin, 1890 - Spirifer tareiaensis Einor, 1939 - Spirifer tegulatus Trautschold, 1876 - Spirifer undata Reed, 1944 - Spirifer uralicus Tschernyschew, 1902 - Spirifer zitteli Schellwien, 1892 |

## Espèces réaffectées
Le genre Spirifer ayant été créé dès le début du XIXe siècle, en 1818, de nombreuses espèces initialement rattachées au genre ont été réaffectées à d'autres genres inventés ultérieurement,,.
- S. archiaciformis = Sinospirifer subextensus
- S. bisulcatus = Angiospirifer bisulcatus
- S. chinensis mut. α = Sinospirifer subextensus
- S. gortanioides = Plicapustula gortanioides
- S. hayasakai = Lamarckispirifer hayasakai
- S. heterosinosus  = Sinospirifer subextensus
- S. martellii = Plicapustula martellii
- S. pekinensis = Plicapustula pekinensis
- S. pellizzarii = Sinospirifer subextensus
- S. pellizzariformis  = Sinospirifer subextensus
- S. pinguis = Latibrachythyris pinguis
- S. rotundatus = Latibrachythyris rotundatus
- S. subhayasakai  = Sinospirifer subextensus
- S. verneuili = Cyrtospirifer verneuili
- S. verneuili var. subarchiaci = Plicapustula subarchiaci
- S. verneuili var. subextensus = Sinospirifer subextensus
- S. vilis = Sinospirifer subextensus
- S. wangleighi  = Sinospirifer subextensus
- S. yassensis = Spinella yassensis

## Autres liens
- Zipcodezoo
- Paleobiology Database
- Sepkoski, Jack Sepkoski's Online Genus Database